# Karma Police (программа слежения)
Karma Police — шпионская компьютерная программа для сбора метаданных в Интернете, используемая Центром правительственной связи Великобритании (GCHQ). Информация о программе была опубликована бывшим сотрудником АНБ США Эдвардом Сноуденом. Согласно данным Сноудена, программа была задумана в 2007 году и находится в эксплуатации по крайней мере с 2009 года.
Представители GCHQ характеризуют программу как крупнейшую в мире по масштабам интеллектуального анализа данных в Интернете. Программа предназначена для описания профилей, характеризующих индивидуальные особенности (привычки) пользователей Интернета. Karma Police извлекает информацию из межконтинентальных кабелей передачи данных, которые расположены в графстве Корнуолл, и пропускающих 25 % всего мирового интернет-трафика. Метаданные, собранные программой Karma Police, содержат записи имён пользователей, пароли и адреса посещённых веб-сайтов.
Программа используется, по-видимому, без контроля со стороны правительства. Согласно документам GCHQ, к 2009 году благодаря использованию программы GCHQ получил и хранил описания более 1,1 триллиона посещений сайтов. При этом в 2010 году программа собирала ежедневно более 30 миллиардов записей, а к 2012 году эта цифра достигла 50 миллиардов.
Согласно документам GCHQ, программа Karma Police была создана, чтобы обеспечить одно из следующих действий:
«а) просмотр профиля посещения веб-страниц для каждого видимого пользователя в Интернете, или
б) просмотр данных пользователей для каждого видимого сайта в Интернете».
Название программы, вероятно, связано с песней «Karma Police» британской рок-группы Radiohead.